# Ancylometes hewitsoni
Espèce
Synonymes
- Lycoctenus hewitsoni F. O. Pickard-Cambridge, 1897

Ancylometes hewitsoni est une espèce d'araignées aranéomorphes de la famille des Ancylometidae.

## Distribution
Cette espèce se rencontre au Brésil au Pará et en Amazonas et en Bolivie dans le département du Beni,.

## Description
Le mâle syntype mesure 20 mm et la femelle syntype 25 mm.
Le mâle décrit par Höfer et Brescovit en 2000 mesure 17,5 mm et la femelle 22,0 mm.

## Systématique et taxinomie
Cette espèce a été décrite sous le protonyme Lycoctenus hewitsoni par F. O. Pickard-Cambridge en 1897. Elle est placée dans le genre Ancylometes par Simon en 1898.

## Étymologie
Cette espèce est nommée en l'honneur de William Chapman Hewitson.

## Publication originale
- F. O. Pickard-Cambridge, 1897 : « On cteniform spiders from the lower Amazons and other regions of North and South America, with a list of all known species of these groups hitherto recorded from the New World. » Annals and Magazine of Natural History, sér. 6, vol. 19, p. 52-106 (texte intégral).